# Centralnomolučki jezici
Centralnomolučki jezici, veća skupina austronezijskih jezika raširenih po Molucima u Indoneziji. Grana se na 4 osnovne grane, to su: a) Ambelau (1), jezik ambelau; b) Buru (4) jezika; c) Istočni centralnomolučki, (46) jezika; d) Sula, (4).
Izumrli su: moksela i palumata. Iščeznuće prijeti jezicima hoti, 10 (1987 SIL); salas, 50 (1989 SIL); piru, 10 (1985 SIL); hulung, 10 (1991 SIL); loun, 20; naka’ela, 5; kamarian, 10 (1987 SIL); Paulohi, 50 (1982); nusa laut, 10; amahai, 50

## Vanjske poveznice
- Ethnologue (14th)
- Ethnologue (15th)